# Trogkofel-Gruppe
Die karbonatische Trogkofel-Gruppe ist eine lithostratigraphische Gruppe aus dem Perm der Karnischen Alpen. Sie liegt häufig dolomitisiert vor und beschließt die permokarbonische Pontebba-Supergruppe – den ersten alpinen Sedimentzyklus der Südalpen. Ihre Lithologie besteht im Wesentlichen aus massigen, biogenen Riffkalken, hervorgegangen aus inkrustierenden Algen wie Archaeolithoporella, Bryozoen, Fusuliniden und dem Taxon Tubiphytes.

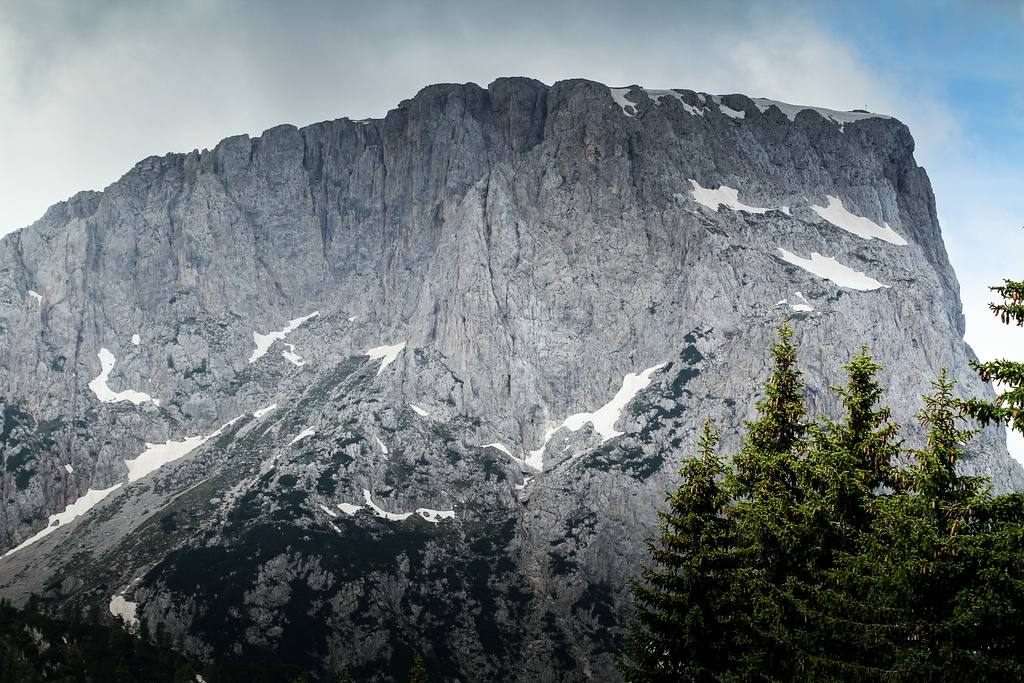
Der Trogkofel mit der Trogkofel-Formation, gesehen aus Richtung Sonnleiten (Nordosten)

## Bezeichnung
Die Trogkofel-Gruppe wurde nach ihrer Typlokalität benannt – dem 2280 Meter hohen Trogkofel in den zentralen Karnischen Alpen.

## Stratigraphie
Die maximal 825 Meter mächtige Trogkofel-Gruppe setzt sich aus folgenden vier Formationen zusammen (vom  Hangenden zum Liegenden):
- Tarviser Brekzie
- Goggau-Formation
- Treßdorfer Kalk
- Trogkofel-Formation

Die Trogkofel-Gruppe bildet den Abschluss der Pontebba-Supergruppe und folgt auf die unterlagernde Rattendorf-Gruppe. Sie wird ihrerseits von der Gröden-Formation überdeckt.
Zur Trogkofel-Gruppe werden auch noch die Kalke von Forni Avoltri gezählt. Ebenfalls zur Trogkofel-Gruppe wird eine klastische Entwicklung gerechnet, die Košna-Folge. Sie ist nur in Slowenien und Kroatien entwickelt. Ihre stratigraphische Beziehung zum Trogkofelkalk ist aber unklar.
Die Tarviser Brekzie beginnt nach einem Hiatus den zweiten alpinen Sedimentzyklus der Südalpen und legt sich diskordant über den ersten Zyklus. Die Schichtlücke wurde von Horst-und-Graben-Bruchtektonik verursacht und wird mit der Saalischen Phase assoziiert. Die Tarviser Brekzie gehört daher streng genommen nicht mehr zur Trogkofel-Gruppe, da sie diese diskordant überlagert und deren Schichtglieder teilweise aufarbeitet. Sie bildet vielmehr das Liegende der Gröden-Formation und folgt normalerweise mit einer Schichtlücke auf die Goggau-Formation, kann aber wie am Trogkofel bis auf die Trogkofel-Formation herabgreifen.
Der Treßdorfer Kalk, die Goggau-Formation und die Kalke von Forni Avoltri sind alles tektonisch isolierte Vorkommen und stehen in keinem stratigraphischen Verband zum Trogkofelkalk. Auch in den Südkarawanken kommen Äquivalente der Trogkofel-Gruppe nur tektonisch isoliert vor. So korrelieren die dickbankigen, hellgrauen bis weißlichen Kalke und Brekzien von Javorniški Rovt und Kranjska Gora anhand ihrer Fusulinidenfauna aus dem späten Artinskium mit dem Goggauer Kalk.

## Lithologie

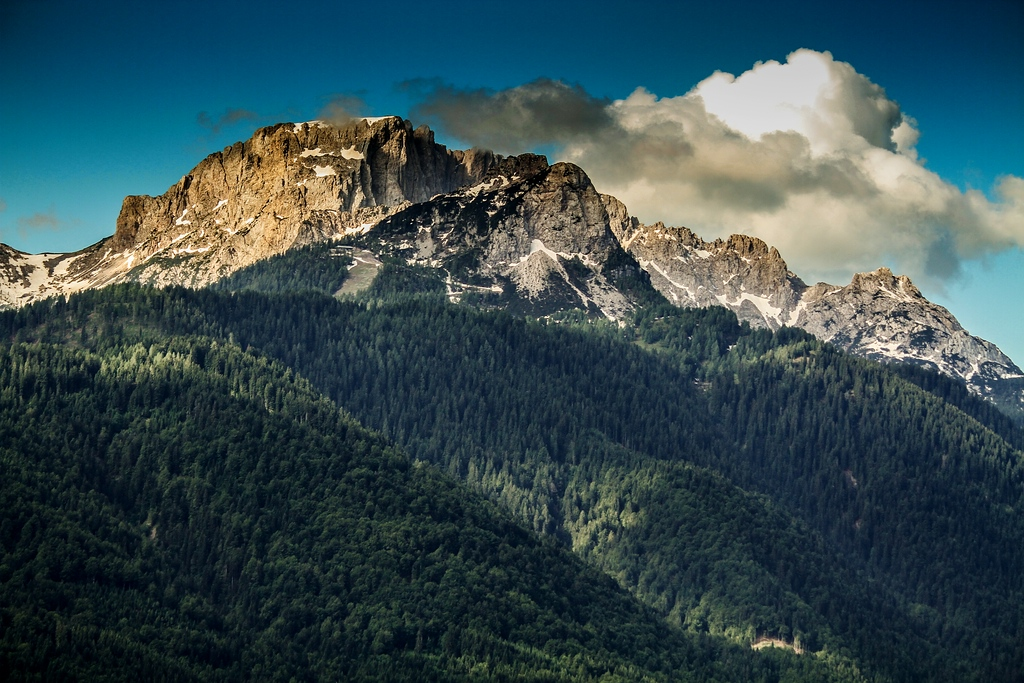
Der Trogkofel von Norden

Die 480 Meter mächtige Trogkofel-Formation besteht aus überwiegend hellgrauen, massigen Kalken, die selten auch etwas dunkler und gebankt ausgebildet sein können. Der Massenkalk ist vorwiegend ein Boundstone zementiert mit Tubiphytes und Archaeolithoporella.  An Komponenten enthalten die Kalke Peloide, Rindenkörner, Onkoide und selten Ooide. An der Typlokalität des Trogkofels bilden Riffkalke gut zwei Drittel der Abfolge, im oberen Drittel verflachte der Ablagerungsraum und wurde sodann von bioklastischen Grainstones abgedeckt.
Der Treßdorfer Kalk ist bislang nur in Form kleiner, isolierter Vorkommen mit einer maximalen Mächtigkeit von ungefähr 15 Meter in der Umgebung der Treßdorfer Alm bekannt. Es handelt sich um eine Kalkbrekzie, deren Komponenten aus verschiedenen Kalktypen bestehen. Die Goggau-Formation wird in etwa 130 Meter mächtig. Die Tarviser Brekzie erreicht an ihrer Typlokalität bei Tarvisio knapp 200 Meter, reduziert sich aber am Trogkofel nur noch auf wenige Meter. Die Brekzie besteht überwiegend aus eckigen, hellgrauen Trogkofelkalk-Geröllen, die in einer feinkörnigen, karbonatischen, rötlich oder grau gefärbten Grundmasse eingebettet sind. Die einzelnen Gerolle sind meist nur wenige Zentimeter, selten über 20 Zentimeter groß.

## Fazies

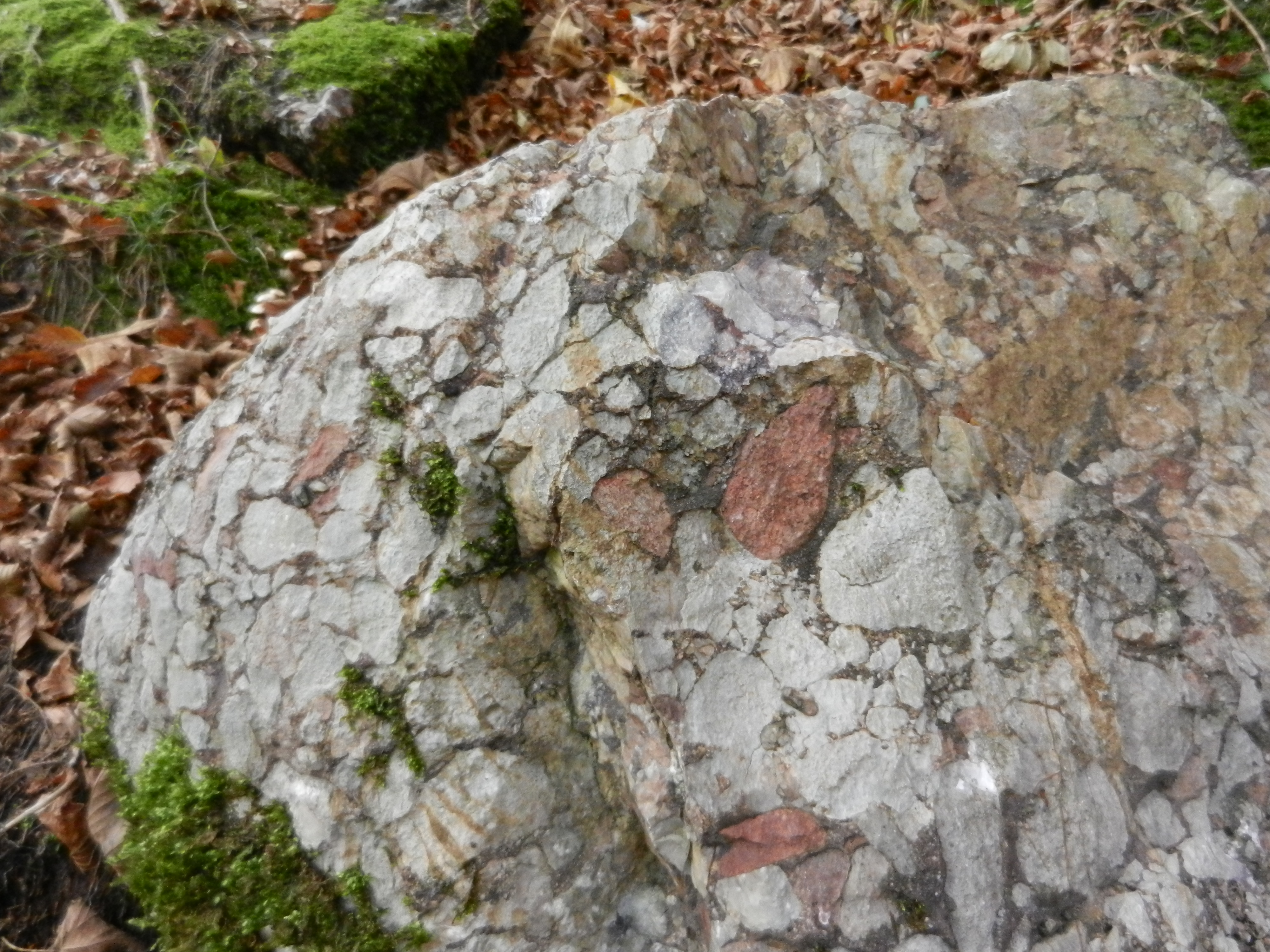
Die Tarviser Brekzie von Dovžanova soteska, Slowenien

Die Trogkofel-Formation ist in unterschiedlichen Fazies ausgebildet: als Schelfrand-Rifffazies am Trogkofel (vergleichbar mit den permischen Riffen in New Mexico und Texas)  oder als reine Schelffazies bei Forni Avoltri. Klastische Trogkofelschichten treten in den Karawanken auf.
Das Ausmaß der Kalkalgen und wahrscheinlich auch der Fusuliniden in den Tubiphytes/Archaeolithoporella-Riffen lässt für die unteren zwei Drittel der Trogkofel-Formation der Typlokalität auf eine Wassertiefe von mehr als zehn Meter schließen – in der photischen Zone wohl unterhalb der Schönwetter-Wellenbasis. Die bioklastischen Grainstones aus dem oberen Teil können als Plattform-Ablagerungen angesehen werden. Möglicherweise stellen sie aber auch Kalksande des Schelfrands dar, die aufgrund höherenergetischer episodischer Ereignisse abgesetzt worden waren.
Die Kalkbrekzie des Treßdorfer Kalks entstand vermutlich in Gezeitenkanälen am Schelf. Die Goggau-Formation wurde am Schelfinnenrand abgelagert. Die Tarviser Brekzie ist eine polymikte, karbonatische  Stylobrekzie und wird als Schuttfächer-Ablagerung in Form von Debris Flows (Murschuttströme) entlang von Bruchstörungen interpretiert, wobei Süßwasserzemente und pedogene Strukturen zumindest teilweise subaerische Ablagerungsbedingungen anzeigen. Für ein Küstensabcha-Environment mit Evaporitbildung sprechen mitgeführte rötliche Silt- und Tonsteine, die Caliche enthalten.

## Fossilien
Die Kalke der Trogkofel-Gruppe enthalten folgende Fossilien: Algen (Kalkalgen), Ammonoideen (selten – Medlicottia artiensis var. carnica), Brachiopoden, Bryozoen, Conodonten (Diplognathodus expansus, Neostreptognathodus cf. pequopensis, Sweetognathus whitei),  Echinodermen (Reste, u. a. große Crinoidenstielglieder), Cyanobakterien  (Koivaella), Foraminiferen (Kleinforaminiferen und Fusuliniden), Gastropoden, Kalkschwämme, Korallen, Muschelreste, Ostrakoden und Trilobiten (sehr seltene Schalenreste). Als Ichnofossilien fungieren agglutinierte Wurmbauten.
Aus den Kalken der Trogkofel-Gruppe sind bislang insgesamt 46 Kalkalgen aus folgenden Gruppen beschrieben: Ancestrale Corallinaceen, Cyanobakterien, Dasycladaceen, Epimastoporen, Gymnocodiaceen, phylloide Algen, Rhodophyceen, Solenoporaceen und Ungdarellaceen. Unter den Algen sind zu nennen: Archaeolithoporella hidensis, Connexia, Epimastopora, Globuliferoporella, Gyroporella, Mizzia, Neoanchicodium, Tubiphytes carinthiacus und T. obscurus.
Die Brachiopodentaxa sind recht zahlreich: Echinoconchus elegans, Geyerella distorta, Marginifera carniolica, Meekella depressa, Productus gratiosus, P. semireticulatus, Reticularia dieneri, R. stachei, Scacchinella gigantea sowie mehrere Spiriferiden.
Unter den Bryozoen sind zu nennen Alternifenestella subquadratopora, Carnocladia fasciculata, Penniretepora sp., P. trapezoida, Rhombopora sp. und Streblascopora germana.
Gut 70 Fusuliniden-Arten aus folgenden Gruppen sind bekannt: Acervoschwagerina (A. stachei), Boultonia (B. willsi), Chalaroschwagerina (C. globularis), Darvasites (D. fornicatus), Eoparafusulina (Mccloudia), Leeina (L. pseudogruperaensis), Minojapanella (M. elongata, M. wutuensis), Misellina (M. aliciae, M. claudiae), Nagatoella (N. orientis), Nankinella, Pamirina (P. darvasica), Perigondwania (P. oingaronica, P. sera, P. tersa, P. zigarica), Praeparafusulina (P. lutugini), Pseudofusulina (P. ambigua, P. fusiformis, P. moelleri, P. tschernyschewi, P. vulgaris), Pseudofusulinoides (P. regularis), Pseudoreichelina (P. darvasica), Pseudoschwagerina (P. lata), Quasifusulina (Q. magnifica),  Robustoschwagerina (R. geyeri, R. schellwieni, R. spatiosa, R. tumida) und Triticites.
Benthische Foraminiferen sind Lasiodiscus tenuis, Spireitlina tokmovensis, Tetrataxis und Tuberitina.
Korallen sind selten, gefunden wurden bisher Amplexocarinia muralis, Caninophyllum gortanii, Palaeosmilia hammeri, Parafusalina carnica, Tachylasma aster und Wentzelella yokohamai.

## Tektonik

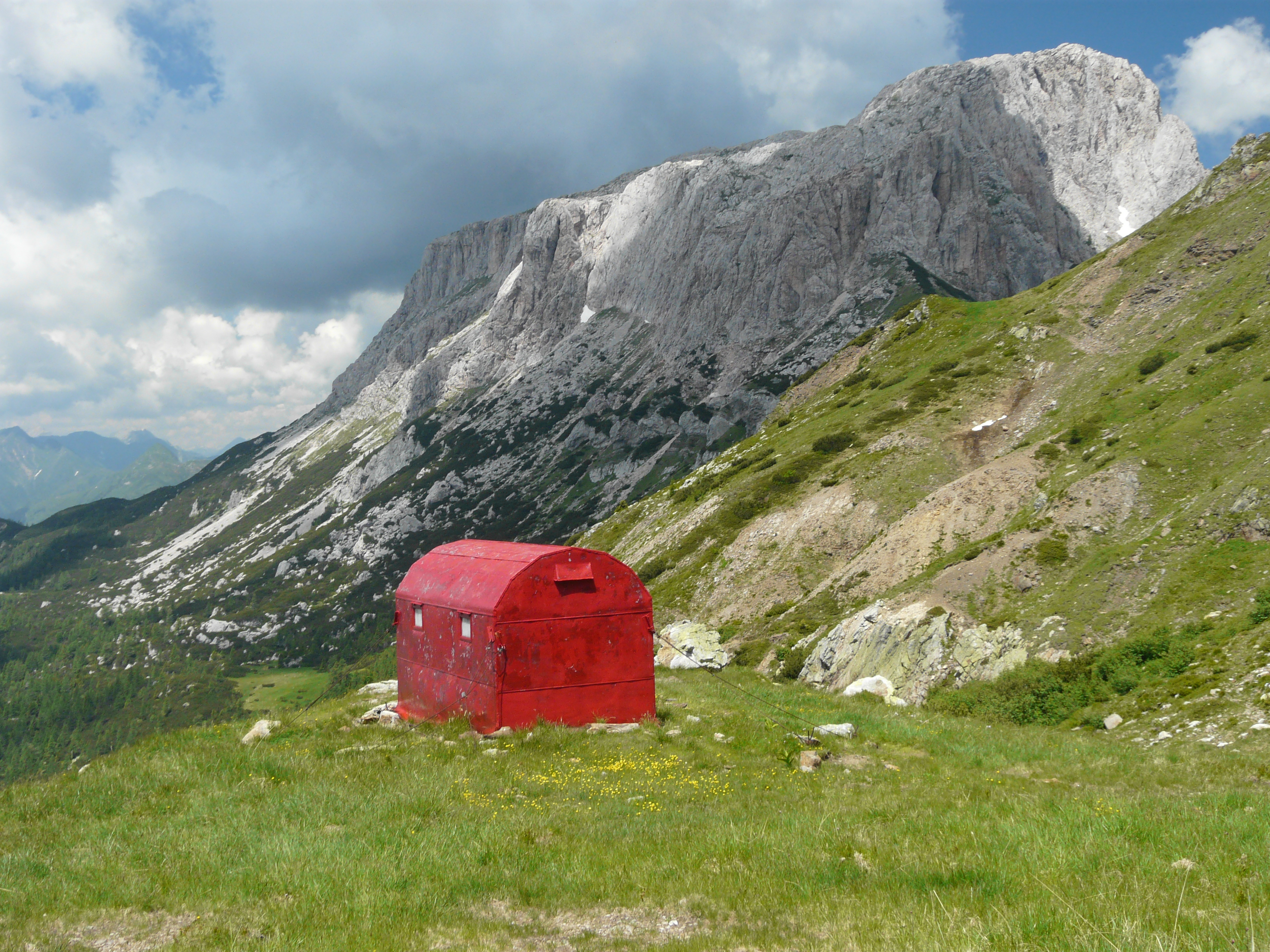
Die von Nordwesten herangleitende Trogkofel-Deckenscholle, gesehen vom Bivacco Ernesto Lomasti. Im Vordergrund die eingequetschten Schichten der Rattendorf-Gruppe.

Die Trogkofel-Gruppe wurde mit dem sie umgebenden Schichtenverband von der Alpidischen Orogenese betroffen. Es entstanden zwei kompetente Teildecken, die sich gegeneinander bewegten. Die Decke am Roßkofel (2239 m) mit ihrem devonischen Riffkalk rückte nach Norden vor, wohingegen die Decke am Trogkofel zusammen mit ihrer Unterlage aus den Gesteinen der Rattendorfer-Gruppe nach Südost überschob. Dadurch wurde die tieferliegende  Pramollo-Gruppe schraubstockartig eingezwängt und bedingt durch das Aufgleiten der Trogkofeldecke leicht südvergent in Ost-West-Richtung verfaltet. Diese Verhältnisse sind sehr schön am Rudnigsattel zu beobachten.

## Alter
Die Trogkofel-Gruppe beginnt im ausgehenden Artinskium und überdauert das gesamte Kungurium – d. h. die Gruppe wurde in etwa im Zeitraum 277 bis 271 Millionen Jahre BP abgesetzt.
Die biostratigraphische Einstufung der Kalke der Trogkofel-Gruppe erfolgte mit Hilfe der Fusulinidenfauna: Der tiefere Teil der Trogkofel-Formation wurde aufgrund des Vorkommens von Pseudofusulina moelleri in das untere Sakmarium gestellt, der Treßdorfer Kalk mit Praeparafusulina lutugini in das untere Artinskium und der Goggauer Kalk mit Pseudofusulina vulgaris und Pamirina darvasica in das obere Artinskium. Die Kalke der Trogkofel-Gruppe wurden also hiernach im Zeitraum Sakmarium-Artinskium abgelagert.
Die Tarviser Brekzie folgt mit einer Schichtlücke, ihr genaues Alter ist nicht bekannt. Aufgrund der in den aufgearbeiteten Kalkgeröllen enthaltenen Fusulinenfauna wird die Tarviser Brekzie allgemein in das Kungurium eingestuft, vermutlich ist sie aber noch jünger.
Diese biostratigraphische Einstufung, die der Trogkofel-Gruppe ein Alter von rund 285 bis 277 Millionen Jahre BP zugebilligt hatte, erfuhr jedoch durch Schönlaub und Forke (2007) eine deutliche Verjüngung, da für die Autoren die Trogkofel-Gruppe erst im oberen Artinskium einsetzt.

## Vorkommen
Neben der Typlokalität des Trogkofels im Pramollo-Becken erstrecken sich die Vorkommen der Trogkofel-Gruppe von Sexten und Forni Avoltri (Forni-Avoltri-Becken) im Westen über das Pramollo-Becken und das Tarvisio-Becken bis hin zu den Karawanken Sloweniens im Osten.
- Coccau (Goggau) bei Tarvisio – Italien
- Col Mezzodi bei Forni Avoltri – Italien
- Dovžanova soteska (Teufelsschlucht) – Slowenien
- Faak am See – Österreich
- Garnitzenklamm – Österreich
- Javorniški Rovt bei Jesenice – Slowenien
- Koschuta – Südseite – Slowenien
- Kranjska Gora – Slowenien
- Passo del Cason di Lanza – Italien
- Reppwand
- Rudnigalm
- Seikofel
- Sexten (Kreuzbergpass) – Italien
- Straniger Alm
- Treßdorfer Alm
- Trögern
- Trogkofel (2280 m)
- Veldes – Slowenien
- Wocheiner Vellach – Slowenien
- Zottachkopf (2046 m)
- Zweikofel (2059 m)